# Broadways melodi
Broadways melodi (engelska: The Broadway Melody) är en amerikansk musikalfilm från 1929 i regi av Harry Beaumont. Filmen producerades av Metro-Goldwyn-Mayer och var företagets första musikal. Filmen var den första ljudfilmen någonsin att vinna en Oscar för bästa film.

## Om filmen
Filmen gjordes även i en tyst version, då många biografer vid denna tid ännu inte införskaffat utrustning för att spela upp ljud i salongerna. Filmen är svartvit, men en kort scen spelades in i färg. Metro-Goldwyn-Mayer gjorde senare tre andra filmer med snarlika titlar: Broadways melodi 1936, Broadways melodi 1938 och Broadways melodi 1940.

## Rollista i urval
- Anita Page - Queenie Mahoney
- Bessie Love - Hank Mahoney
- Charles King - Eddie Kearns
- Jed Prouty - farbror Jed
- Kenneth Thomson - Jock
- Edward Dillon - Stage manager
- Mary Doran - Blonde
- Eddie Kane - Zanfield
- J. Emmett Beck - Babe Hatrick
- Marshall Ruth - Stew
- Drew Demarest - Turpe